# Dzięcioł białowstęgi
Dzięcioł białowstęgi (Campephilus pollens) – gatunek średniej wielkości ptaka z rodziny dzięciołowatych (Picidae), występujący w północno-zachodniej części Ameryki Południowej. Jest podobny do dzięcioła czerwonoczubego i szkarłatnoczubego. W Czerwonej księdze gatunków zagrożonych IUCN klasyfikowany jest jako gatunek najmniejszej troski (LC, Least Concern).

## Systematyka
Pierwszego naukowego opisu gatunku – na podstawie holotypu pochodzącego z Kolumbii – dokonał francuski przyrodnik Karol Lucjan Bonaparte w 1845 roku, nadając mu nazwę Picus pollens. Obecnie gatunek ten umieszczany jest w rodzaju Campephilus. Wyróżnia się dwa podgatunki:
- C. p. pollens (Bonaparte, 1845)
- C. p. peruvianus (Cory, 1915).

## Morfologia
Średniej wielkości dzięcioł o długim, silnym, prostym i czarnym dziobie. Tęczówki od białych do różowobiałych, wokół oka naga, czarna skóra. U samców czoło, szczyt głowy i potylica jaskrawe jasnoczerwone. Pióra głowy tworzą wyraźny czub. U samic czarne. Wzdłuż boków głowy i szyi aż do karku biegnie biały pas tworzący „V” na plecach, który u nasady skrzydeł ma niewielkie czarne prążki. Przechodzi on w biały grzbiet. Pozostała część wierzchu ciała, łącznie ze skrzydłami i sterówkami czarne. Na końcach części lotek białe plamki. Gardło, broda i pierś czarne. Brzuch jak i cały spód ciała cynamonowy z czarnymi prążkami. Osobniki młodociane są ciemniejsze, z bardziej brązowym spodem i bardziej prążkowanym grzbietem. Podgatunek C. p. peruvianus różni się od nominatywnego cynamonowoochrowym zabarwieniem grzbietu i zadu z wyraźniejszym prążkowaniem. Długość ciała około 32 cm.

## Zasięg występowania
Dzięcioł białowstęgi występuje na terenach górskich położonych na wysokości od 900 do 3750 m n.p.m., głównie jednak na 1700–2600 m n.p.m. (w Peru 2100–3100 m n.p.m.). Jest gatunkiem osiadłym.
Poszczególne podgatunki występują:
- C. p. pollens – w Andach od północnej Kolumbii i południowo-zachodniej Wenezueli na południe do Ekwadoru.
- C. p. peruvianus – na wschodnich stokach Andów w Peru na południe do regionu Junín[7][10].

## Ekologia
Jego głównym habitatem są górskie lasy deszczowe (w tym lasy mgliste), ich obrzeża, także lasy wtórne i lasy otwarte. Żeruje we wnętrzu lasu, na wszystkich piętrach, na pniach i dużych konarach drzew. Szczegóły diety nie są ustalone.

### Rozmnażanie
Okres lęgowy nie jest dokładnie określony. Najprawdopodobniej jest to okres kwiecień–sierpień, choć wzmiankowano o obecności jaj w gniazdach w Kolumbii w okresie od listopada do marca, a w Ekwadorze stwierdzono gniazdo z jajem także pod koniec października. Gniazduje na drzewach, czasami słupach telegraficznych, wysoko. Dopiero w 2010 roku po raz pierwszy opisano rozmnażanie dzięcioła białowstęgiego. Grupa badaczy z Ekwadoru opisała dwa gniazda z prowincji Napo w północnej części kraju. Na ich podstawie oszacowali, że okres inkubacji wynosi minimum 16 dni, a czas przebywania piskląt w gnieździe 34–37 dni. Jaja (o wymiarach około 33×22 mm i masie około 9 g) są wysiadywane przez oboje rodziców, podobnie jest z karmieniem piskląt. Gniazda usytuowane były w dziuplach wydrążonych w drzewach na wysokości 5,5 i 14 m nad poziomem gruntu. Wejście o wymiarach 11 na 9 cm. Gniazda nie były wyścielone oprócz wiórów powstałych w czasie ich budowy.

## Status i ochrona
W Czerwonej księdze gatunków zagrożonych IUCN dzięcioł białowstęgi jest klasyfikowany jako gatunek najmniejszej troski (LC, Least Concern) od 2004 roku. Liczebność populacji nie została oszacowana, ale gatunek ten opisywany jest jako rzadki. Zasięg jego występowania według szacunków organizacji BirdLife International obejmuje około 963 tys. km². Trend populacji uznawany jest za spadkowy z powodu utraty siedlisk.